# Martes caurina
Martes caurina (куниця тихоокеанська) — вид північноамериканських ссавців, представник родини куницевих (Mustelidae). Зустрічається по всій західній частині Північної Америки.

## Таксономія
Раніше цей вид вважався конспецифічним з куницею американською (M. americana), але кілька досліджень з використанням молекулярної генетики показують, що M. caurina є окремим видом, і з тих пір він був визнаний таким Американським товариством теріологів. Ці два види також мають деякі морфологічні відмінності, причому M. caurina має коротший рострум і ширшу форму черепа. Вважається, що два види розійшлись під час останнього льодовикового максимуму після ізоляції один від одного в льодовикових рефугіумах.

## Морфологічні характеристики
Зовні M. caurina мало відрізняється від M. americana. У своєму першому описі Клінтон Харт Мерріам зазначив, що пляма на горлі M. caurina має більш оранжево-червоний колір, тоді як пляма на горлі M. americana жовта або білувата. Крім того, морда першого ширша і коротша, барабанна кістка коротша і менш роздута, лобова кістка ширша, перші верхні премоляри на верхній і нижній щелепах вужчі, верхні моляри більші.

## Розповсюдження
Ця куниця має широке, але фрагментарне поширення по всій західній частині Північної Америки; вважається, що цей розподіл є наслідком того, як тварина колонізувала нові території, коли льодовикові покриви відступали. Ареал простягається від архіпелагів Олександра і Хайда-Гваї на південь уздовж північно-західного узбережжя Тихого океану до округу Гумбольдт, Каліфорнія, і на схід до південних Скелястих гір, сягаючи на південь аж до Нью-Мексико. Відомо, що широка гібридна зона між тихоокеанськими та американськими куницями існує в Колумбійських горах, а також на островах Купреаноф і Куйу на Алясці. В Орегоні куниці тихоокеанські зустрічаються на вищій місцевості через їхню здатність виживати при великих снігових рівнях. Вони розділені на два середовища існування: прибережні гори, де вони зустрічаються також і на нижніх висотах, і Каскадний хребет, переважно в гірських районах із сосновими лісами, розділені більш непридатними середовищами існування в низинах і долинах.

## Харчові звички
Куниця всеїдна, звичайною здобиччю є гризуни та кролики. Птахи були найважливішою здобиччю з точки зору частоти та кількості на Хайда Гваї та Британській Колумбії. Риба може бути важливою в прибережних районах. Дієта тихоокеанської куниці менш різноманітна, ніж у американської куниці, хоча в тихоокеанських штатах є різноманітність.

## Смертність
Тихоокеанська куниця вразлива до хижаків багатьох інших видів. З 18 тихоокеанських куниць, убитих хижаками в північно-східному Орегоні, 8 були вбиті рисями (Lynx rufus), 4 — хижими птахами, 4 — іншими куницями та 2 — койотами (Canis latrans). У всьому поширенні тихоокеанської куниці інші хижаки включають велику рогату сову (Bubo virginianus), білоголового орлана (Haliaeetus leucocephalus), беркута (Aquila chrysaetos), канадську рись (Lynx canadensis), пуму (Puma concolor), ільку (Pekania pennanti), росомаха (Gulo gulo), гризлі (Ursus arctos horribilis), американський чорний ведмідь (Ursus americanus) і сірий вовк (Canis lupus). У північно-східному Орегоні більшість хижаків (67%) відбулася в період з травня по серпень, а з грудня по лютий не було хижаків. Рисі руді також були основним джерелом хижаків у північній Каліфорнії.

## Загрози
Через фрагментоване поширення куниця тихоокеанська більш вразлива до інбридингу, ніж куниця американська. Через їхній статус комерційно цінних хутрових звірів, куниць часто переселяли по всій Північній Америці, не замислюючись про те, чи були куниці спочатку місцевими жителями території. Це часто могло призводити до антропогенної гібридизації, генетичного заболочення та/або аутбридної депресії. На острів Далл інтродуковані куниці американські, які схрещуються з місцевою популяцією куниць тихоокеанських, що може становити небезпеку. На багатьох островах архіпелагу Олександра були інтродуковані та наявні куниці американські, без ознак куниць тихоокеанських; невідомо, які куниці там жили раніше. Крім того, генетичні докази інтрогресії з куницею американською присутні в інших частинах ареалу, що, ймовірно, також є наслідком інтродукції куниці американської.
Вважається, що цей вид має критично низьку популяцію на Олімпійському півострові в штаті Вашингтон; куниці були винищені в низьких районах, де вони колись зустрічалися, і зараз зберігаються лише в низькій щільності у високогірних районах півострова. Вважається, що це є наслідком зміни середовища існування внаслідок управління лісами, урбанізації та використання сільськогосподарських угідь. Демографічні ризики, пов'язані з невеликою чисельністю популяції та зміною клімату, можуть створити додаткові ризики для й без того невеликої популяції куниць.
Тихоокеанський північно-західний підвид, куниця Гумбольдта (Martes caurina humboldtensis), знаходиться під великою загрозою, залишилося лише кілька сотень особин. 